# Plocha šikmého průchodu
Plocha šikmého průchodu je přímková plocha určená třemi řídícími křivkami: první dvě jsou polokružnice, které leží v rovnoběžných rovinách. Na rozdíl od klasického průchodu však spojnice jejich středů není kolmá k těmto rovinám. Další řídící křivkou je přímka, která je kolmá k rovinám obou polokružnic a ležící v téže rovině jako středy kružnic. Plochu pak tvoří přímky, které protínají všechny tři řídící křivky.
Plocha je prakticky použita například na Negrelliho viaduktu v Praze-Karlíně.

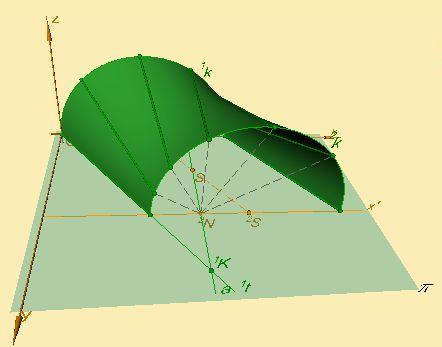
Plocha šikmého průchodu nakreslená počítačem